# Neues aus der Florentiner 73
Neues aus der Florentiner 73 ist eine Komödie der DEFA im Auftrag des Fernsehens der DDR, die 1974 erstmals ausgestrahlt wurde. Sie stellt eine Fortsetzung der erfolgreichen Komödie Florentiner 73 dar.

## Handlung
Brigitte aus der Florentiner Straße 73 steht zwischen zwei Männern: Klaus, dem leiblichen, aber sehr ehrgeizigen Vater ihrer kleinen Tochter Josefinchen und ihrem Mitbewohner, dem einfühlsamen Medizinstudenten Wolfgang, zu dem sie sich hingezogen fühlt. Mit tatkräftiger Hilfe der Hausbewohner, allen voran Mutter Klucke, die kräftig nachhilft, zählt nur die Liebe. Am Ende heiraten Brigitte und Wolfgang. Mutter Klucke sagt: In der Ehe ist immer etwas zu reparieren, wie an einem alten Haus. Aber wenn man es pflegt, dann ist es wie der Himmel auf Erden.

## Produktion und Veröffentlichung
Die Erstausstrahlung, des auf ORWO-Color gedrehten Films, erfolgte am 24. Dezember 1974 im 1. Programm des Fernsehens der DDR.

## Kritiken
„Der Fernsehfilm setzt die heiter-besinnlichen Geschehnisse in einer Berliner Hausgemeinschaft, der ‚Florentiner 73‘, fort. Die Hausbewohner haben Zuwachs bekommen. Mit dem Baby, der jungen Mutter und dem plötzlich und unerwartet auftauchenden Vater des Kindes wird das Leben im Haus noch turbulenter.“